# Artère palpébrale latérale
 (octobre 2020).
Les artères palpébrales latérales (ou artères palpébrales externes) sont deux artères systémiques paires de la tête, une supérieure et une inférieure. Elles vascularisent les paupières.

## Origine
Les artères palpébrales latérales sont les branches terminales qui prolongent l'artère lacrymale après qu'elle ait atteint la glande lacrymale.

## Trajet
La branche supérieure irrigue la paupière supérieure et la branche inférieure, la paupière inférieure.
Elles s’anastomosent avec les artères palpébrales médiales contribuant aux arcades artérielles palpébrales.